# Valentin Vasilescu (ofițer)
Valentin Vasilescu (n. 16 iunie 1961) este un politician român, de profesie pilot militar. A fost deputat în legislatura 2000-2004, fiind ales pe listele Partidului România Mare. Valentin Vasilescu a devenit deputat neafiliat în februarie 2004. Valentin Vasilescu a fost membru în grupurile parlamentare de prietenie cu Bosnia și Herțegovina, Regatul Belgiei și Republica Arabă Siriană. Acesta publică în anul 2006 cartea "CIA conduce România".  